# Nikita Dmitrijewitsch Porschnew
Nikita Dmitrijewitsch Porschnew (russisch Никита Дмитриевич Поршнев, wiss. Transliteration Nikita Dmitrievič Poršnev; * 5. März 1996 in Saratow) ist ein russischer Biathlet.

## Werdegang
Porschnew machte schon als Junior mit zwei Weltmeistertiteln in der Staffel 2016 und 2017 sowie einem dritten Platz der Gesamtwertung im IBU-Junior-Cup auf sich aufmerksam. Zum Ende des IBU-Cups 2017/18 debütierte er in Chanty-Mansijsk bei den Aktiven. Obwohl er lediglich einen Podestplatz in seiner zweiten Saison im IBU-Cup erzielen konnte, wurde er noch zum Ende derselben Saison im Weltcup eingesetzt. Porschnews Debüt in der Saison 2018/19 war gleichzeitig sein Weltmeisterschaftsdebüt beim Einzel der Biathlon-Weltmeisterschaften 2019 in Östersund. Als Erster ins Rennen gegangen, schloss er auf Platz 36 in den Punkterängen ab. Gleich bei seinem zweiten Wettbewerb gelang ihm mit der russischen Staffel der Sprung aufs Podest, in der Besetzung Jelissejew, Porschnew, Malyschko, Loginow gewannen die Russen die Bronzemedaille. In der  Folgesaison kam er von Beginn an in der russischen Weltcup-Mannschaft zum Einsatz. Sein bestes Einzelergebnis war ein elfter Rang im 20-Kilometer-Rennen bei den Weltmeisterschaften 2020 in Antholz, bei denen er mit der Männerstaffel den vierten Platz belegte.
Porschnew heiratete im März 2019 die Biathletin Anastassija Morosowa.

## Statistiken

### Weltcupplatzierungen
Die Tabelle zeigt alle Platzierungen (je nach Austragungsjahr einschließlich Olympische Spiele und Weltmeisterschaften).
- 1.–3. Platz: Anzahl der Podiumsplatzierungen
- Top 10: Anzahl der Platzierungen unter den ersten zehn (einschließlich Podium)
- Punkteränge: Anzahl der Platzierungen innerhalb der Punkteränge (einschließlich Podium und Top 10)
- Starts: Anzahl gelaufener Rennen in der jeweiligen Disziplin
- Staffel: inklusive Mixed- und Single-Mixed-Staffeln

| Platzierung              | Einzel | Sprint | Verfolgung | Massenstart | Staffel | Gesamt |
| ------------------------ | ------ | ------ | ---------- | ----------- | ------- | ------ |
| 1. Platz                 |        |        |            |             |         |        |
| 2. Platz                 |        |        |            |             |         |        |
| 3. Platz                 |        |        |            |             | 1       | 1      |
| Top 10                   |        |        |            |             | 3       | 3      |
| Punkteränge              | 3      | 4      | 3          | 2           | 3       | 15     |
| Starts                   | 4      | 9      | 3          | 2           | 3       | 21     |
| Stand: 31. Dezember 2021 |        |        |            |             |         |        |

### Weltmeisterschaften
Ergebnisse bei Weltmeisterschaften:
|                                                | Einzelwettbewerbe | Einzelwettbewerbe | Einzelwettbewerbe | Einzelwettbewerbe | Staffelwettbewerbe | Staffelwettbewerbe  | Staffelwettbewerbe |
| Sprint                                         | Verfolgung        | Einzel            | Massenstart       | Herrenstaffel     | Mixedstaffel       | Single-Mixedstaffel |                    |
| ---------------------------------------------- | ----------------- | ----------------- | ----------------- | ----------------- | ------------------ | ------------------- | ------------------ |
| Biathlon-Weltmeisterschaften 2019 in Östersund | –                 | –                 | 36.               | –                 | 3.                 | –                   | –                  |
| Biathlon-Weltmeisterschaften 2020 in Antholz   | 21.               | 39.               | 11                | 26.               | 4.                 | –                   | –                  |